# São Pedro (Vila Franca do Campo)
São Pedro – parafia (freguesia) gminy Vila Franca do Campo. W 2011 miejscowość była zamieszkiwana przez 1426 osób.